# Ліхтарна акула карликова
Ліхтарна акула карликова (Etmopterus fusus) — акула з роду Ліхтарна акула родини Ліхтарні акули.

## Опис
Загальна довжина сягає 26-29 см. Голова помірно широка. Морда коротка. Очі великі, овальні, горизонтальної форми. За ними присутні невеличкі бризкальця. Рот помірно широкий. Зуби дрібні. Ніздрі широкі, розташовані під кутом. У неї 5 пар коротких зябрових щілин. Тулуб стрункий, циліндричний. Має 2 спинних плавця з колючками-шипиками. Задній спинний плавець значно більше за передній. Шип заднього плавця довше за шип переднього. Черево помірно витягнуте в довжину. Хвостове стебло вузьке та видовжене. Анальний плавець відсутній.
Забарвлення спини сіро-буре. Черево має чорний колір, де розміщені фотофтори, що світяться у темряві.

## Спосіб життя
Тримається на глибині від 430 до 550 м. Воліє до континентального шельфу. Активна вночі. Живиться дрібними креветками та морськими червами, личинками, іноді донними малими рибами.
Статева зрілість у самців настає при розмірі 25 см. Це яйцеживородна акула. Акуленята деякий час отримують поживу з особливого внутрішнього жовткового мішечка, який мають при народженні.

## Розповсюдження
Мешкає в акваторії північного західної Австралії, окремі особини траплялися поблизу о. Ява (Індонезія).